# Александровская волость (Изюмский уезд)
Александровская во́лость — историческая административно-территориальная единица Изюмского уезда Харьковской губернии с волостным правлением в селе Александровка (Бахметьевка).
По состоянию на 1885 год состояла из 13 поселений, 13 сельских общин. Население — 2969 человек (1470 человек мужского пола и 1499 — женского), 590 дворовых хозяйств.
|                       | Площадь | В т.ч. пахотной |
| --------------------- | ------- | --------------- |
| Сельских общин        | 4209    | 3955            |
| Частной собственности | 19709   | 4255            |
| Другой собственности  | 120     | 25              |
| В целом               | 24038   | 8235            |

Основные поселения волости:
- Александровка (Бахметьевка) - бывшее владельческое село при реке Самаре в 65 верстах от уездного города Изюма. В селе волостное правление, 102 двора, 491 житель, 2 лавки, 3 ярмарки (9 марта, 9 мая и 30 августа).[1]
- Софиевка - бывшая владельческая деревня при реке Самаре, 109 дворов, 509 жителей.[1]

Храмы волости:
- Александро-Невская церковь в селе Александровка.[2]